# Mariagerfjord
El municipi de Mariagerfjord és un municipi danès que va ser creat l'1 de gener del 2007 com a part de la Reforma Municipal Danesa, integrant els antics municipis d'Arden, Hadsund i Hobro amb una part del de Mariager (l'altra va passar a formar part del municipi de Randers a la Regió de Midtjylland). El municipi s'estén al voltant del Mariager Fjord, el fiord més llarg de Dinamarca, al nord de la península de Jutlàndia, a la Regió de Nordjylland, i abasta una superfície de 792,92 km².
La ciutat més gran és Hobro i capital del municipi és alhora Hobro (11.490 habitants el 2009) i Hadsund (5.028 habitants el 2009). Altres ciutats al municipi són:
- Als
- Arden
- Assens
- Astrup
- Døstrup
- Hadsund Syd
- Handest
- Hørby
- Hvilsom
- Hvornum
- Mariager
- Norup
- Øster Doense
- Øster Hurup
- Oue
- Rold
- Rostrup
- Skelund
- Sønder Onsild
- Sønder Onsild Stationsby
- Valsgård
- Vebbestrup
- Veddum
- Visborg

## Consell municipal
Resultats de les eleccions del 18 de novembre del 2009:
| Partit                       | vots | % vots |
| ---------------------------- | ---- | ------ |
| Socialdemokratiet            | 9392 | 42,5   |
| Det Radikale Venstre         | 362  | 1,6    |
| Det Konservative Folkeparti  | 1067 | 4,8    |
| Borgerlisten Mariagerfjord   | 555  | 2,5    |
| Socialistisk Folkeparti      | 1562 | 7,1    |
| Liberal Alliance             | 180  | 0,8    |
| Dansk Folkeparti             | 1578 | 7,1    |
| Centerpartiet                | 22   | 0,1    |
| Venstre                      | 7285 | 32,9   |
| Enhedslisten - De Rød-Grønne | 113  | 0,5    |

### Alcaldes
| Alcalde        | Període               | Partit            |
| -------------- | --------------------- | ----------------- |
| Hans C. Maarup | 1-1-2007 a 31-12-2009 | Socialdemokratiet |
|                | 1-1-2010 a 31-12-2013 |                   |